# NGC 100
NGC 100 est une galaxie spirale située dans la constellation des Poissons. NGC 100 a été découverte par l'astronome américain Lewis Swift le 10 novembre 1885.

## Caractéristiques

### Distance de NGC 100
Sa vitesse par rapport au fond diffus cosmologique est de 495 ± 24 km/s, ce qui correspond à une distance de Hubble de 7,31 ± 0,63 Mpc (∼23,8 millions d'al).
À ce jour, 19 mesures non basées sur le décalage vers le rouge (redshift) donnent une distance de 16,219 ± 3,930 Mpc (∼52,9 millions d'al), ce qui est nettement à l'extérieur des valeurs de la distance de Hubble. La vitesse de cette galaxie est trop faible et la loi de Hubble-Lemaître ne peut s'appliquer pour calculer sa distance. Les mesures indépendantes du décalage vers le rouge donnent une distance qui est plus représentative de la réalité. La distance de NGC 100 est donc d'environ 53 millions d'années-lumière

### Classe de luminosité et brillance de surface
La classe de luminosité de NGC 100 est III-IV et elle présente une large raie HI. On voit NGC 100 presque par la tranche. Elle est dotée d'un petit noyau à peine visible sur les photographies.
En raison d'une brillance de surface égale à 14,11 mag/am2, on peut qualifier NGC 100 de galaxie à faible brillance de surface (LSB en anglais pour low surface brightness). Les galaxies LSB sont des galaxies diffuses (D) avec une brillance de surface inférieure de moins d'une magnitude à celle du ciel nocturne ambiant.